# Eesti Kirjameeste Selts
Der Estnische Literatenverein (auch Estnische literärische Gesellschaft, estnisch Eesti Kirjameeste Selts – EKmS) war von 1871 bis 1893  ein einflussreicher Verband estnischer Intellektueller mit Sitz in Tartu (deutsch Dorpat).

## Geschichte
Die Satzung des Estnischen Literatenvereins wurde 1871 angenommen. Im März 1872 fand die erste Sitzung in Viljandi (Fellin) statt. Dem Verein gehörten die wichtigsten estnischen Literaten, Schriftsteller, Künstler und Journalisten der damaligen Zeit an. Führende Persönlichkeiten waren unter anderem Friedrich Reinhold Kreutzwald, Hans Wühner, Jakob Hurt, Carl Robert Jakobson, Hugo Treffner und Johann Köler.
Ziel des Vereins war die Förderung der estnischen Sprache und Literatur, die Bereicherung des estnischen gesellschaftlichen Lebens sowie eine stärkere Besinnung der Esten auf ihre Geschichte und Kultur.
Der Verein gab in der Zeit seines Bestehens 18 Jahrbücher (1873–1890) und ca. 100 Schriften heraus. Er organisierte ab 1887 auch Literaturwettbewerbe. Unter Jakob Hurt wurde erstmals systematisch estnische Volksdichtung gesammelt. Mitglieder des Vereins sichteten alte Dokumente, Münzen und volkskundliche Artefakte. Der Verein baute eine umfangreiche Bibliothek auf und organisierte zahlreiche Vorträge.
Anfang der 1880er Jahre kam es innerhalb des Vereins zu politischen Streitigkeiten zwischen Jakob Hurt und Carl Robert Jakobson über den weiteren Kurs. 1881 verließ Hurt mit seinen Anhängern den Estnischen Literatenverein. Jakobson starb überraschend ein Jahr später. Mit der beginnenden Russifizierung Estlands spaltete sich der Verein weiter. Eine Fraktion nahm eine moderate Haltung gegenüber den zaristischen Forderungen ein, eine andere war estnisch-national gesinnt und lehnte Zugeständnisse weitgehend ab.
Im Zeichen der Russifizierung Estland wurde die Tätigkeit des Vereins 1893 nach einer Klage des estnischen Journalisten Jakob Kõrv, der 1892 aus dem Estnischen Literatenverein ausgeschlossen worden war, am 28. April 1893 von den zaristischen Behörden beendet.

## Präsidenten des EKmS
- Jakob Hurt (1872–1881)
- Carl Robert Jakobson (1881/1882)
- Mihkel Veske (1882–1886)
- Hugo Treffner (1887–1890)
- Karl August Hermann (1890/1891)
- Johann Köler (1891–1893)